# Динтара Фунлап
Динтара Фунлап (на тайски: จินตหรา พูนลาภ) е тайландски певица и актриса.

## Биография
Родена е в Ройет на 6 март 1969 г. На 16-годишна възраст Тейлър започва да излъчва музикални изяви като караоке конкурси и фестивали. Тя започна обучение в GMM Grammy през 1987.
Дебютният ѝ албум Тук Лок Ёок Ронг Руен излиза през лятото на 1987 г. След това тя стана известна.
През декември 2002 г. тя е сътрудничила с други певци. на Хенри лау „Ma Tham Mai“ от втория Тонгчаи Мёгинтан албум Chud Rab Kaek.

## Дискография

### Студийни албуми
- Took lauk auk rong rian (ถูกหลอกออกโรงเรียน)
- Wan puean kian jot mai (วานเพื่อนเขียนจดหมาย)
- Sao Isan Plad Thin
- Am Nat Rak
- Jao Bao Hai
- Rai oi khoi rak (ไร่อ้อยคอยรัก)
- Songsan huajai (สงสารหัวใจ)
- Uaipon hai puean (อวยพรให้เพื่อน)
- Rak Plor Sano Yaeam
- Mor Lam Sa On+Luk Thung Sa on 1st-14th (หมอลำสะออน+ลูกทุ่งสะออน ชุด 1 – 14)
- Jintara Krob Krueang 1st-9th (จินตหราครบเครื่อง ชุด 1 – 9)

### Сингли
- Tao Ngoy (เต่างอย)[8]
- Phak Dee Thee Jeb (ภักดีที่เจ็บ)[9]
- Nam Ta Yoai Pok (น้ำตาย้อยโป๊ก)[10]
- Puen Thee Tap Son (พื้นที่ทับซ้อน)